# Трофей Канадської Армії

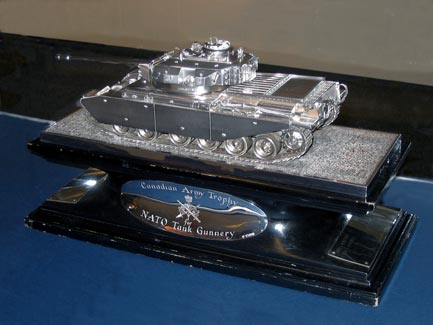
Трофей Канадської Армії

Трофей Канадської Армії (англ. Canadian Army Trophy (CAT)) — конкурс стрільби з танків з метою вдосконалення військової майстерності серед військ НАТО у країнах Західої Європи.
Сама нагорода представлена у формі срібної моделі канадського танка «Центуріон».

## Походження
Вперше Трофей Канадської Армії (CAT) було проведено у 1963 році, коли Канадський уряд подарував срібну модель танка «Центуріон» країні, яка набрала найбільше очок на артилерійських танкових змаганнях у Західній Німеччині, котрі організувала 4-та Механізована Бригада (4th Mechanized Brigade) Канадської армії.
Переможець зберігає Трофей до наступних змагань і несе відповідальність за його безпечне зберігання, оскільки той залишається власністю Канади.